# Друкарня Фесенка

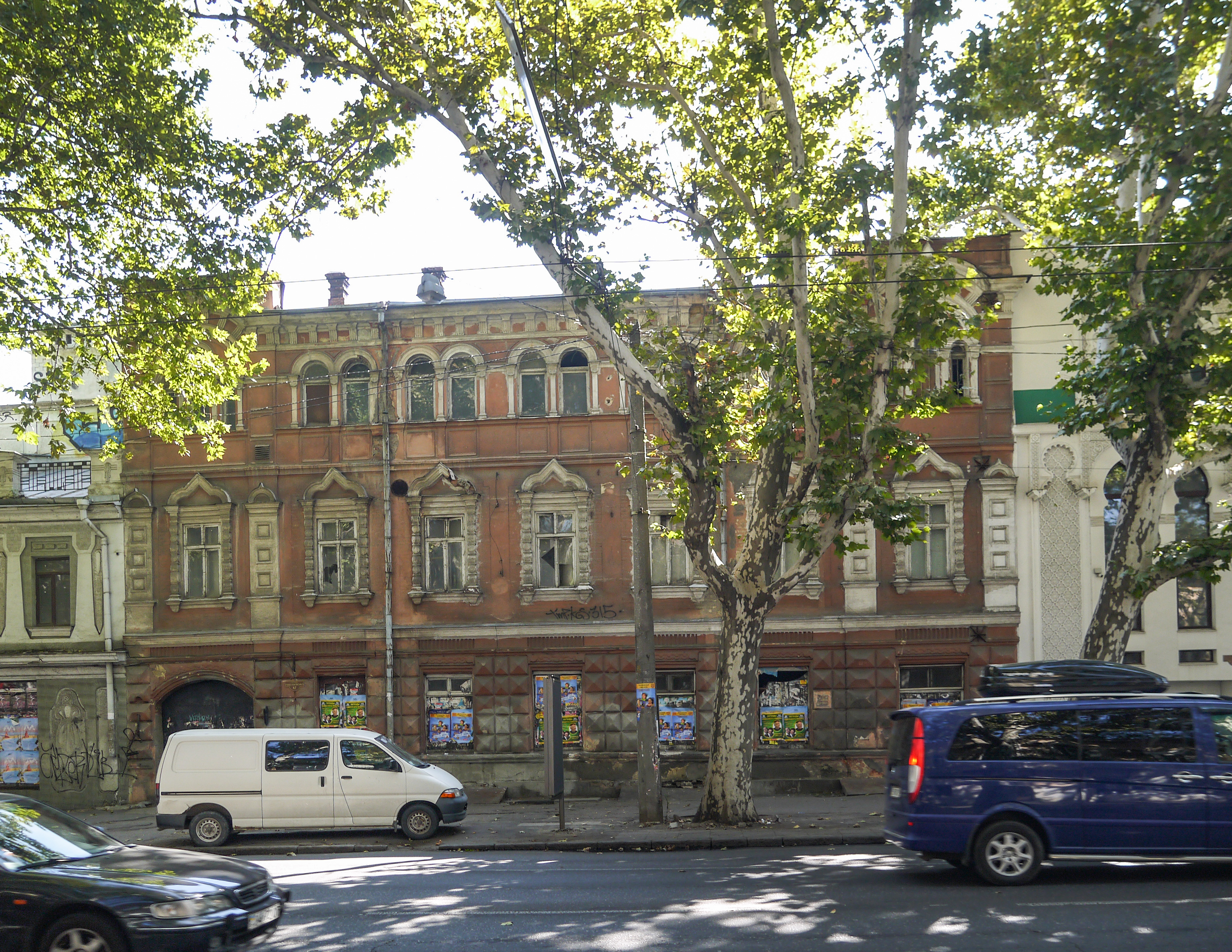
Друкарня Фесенка

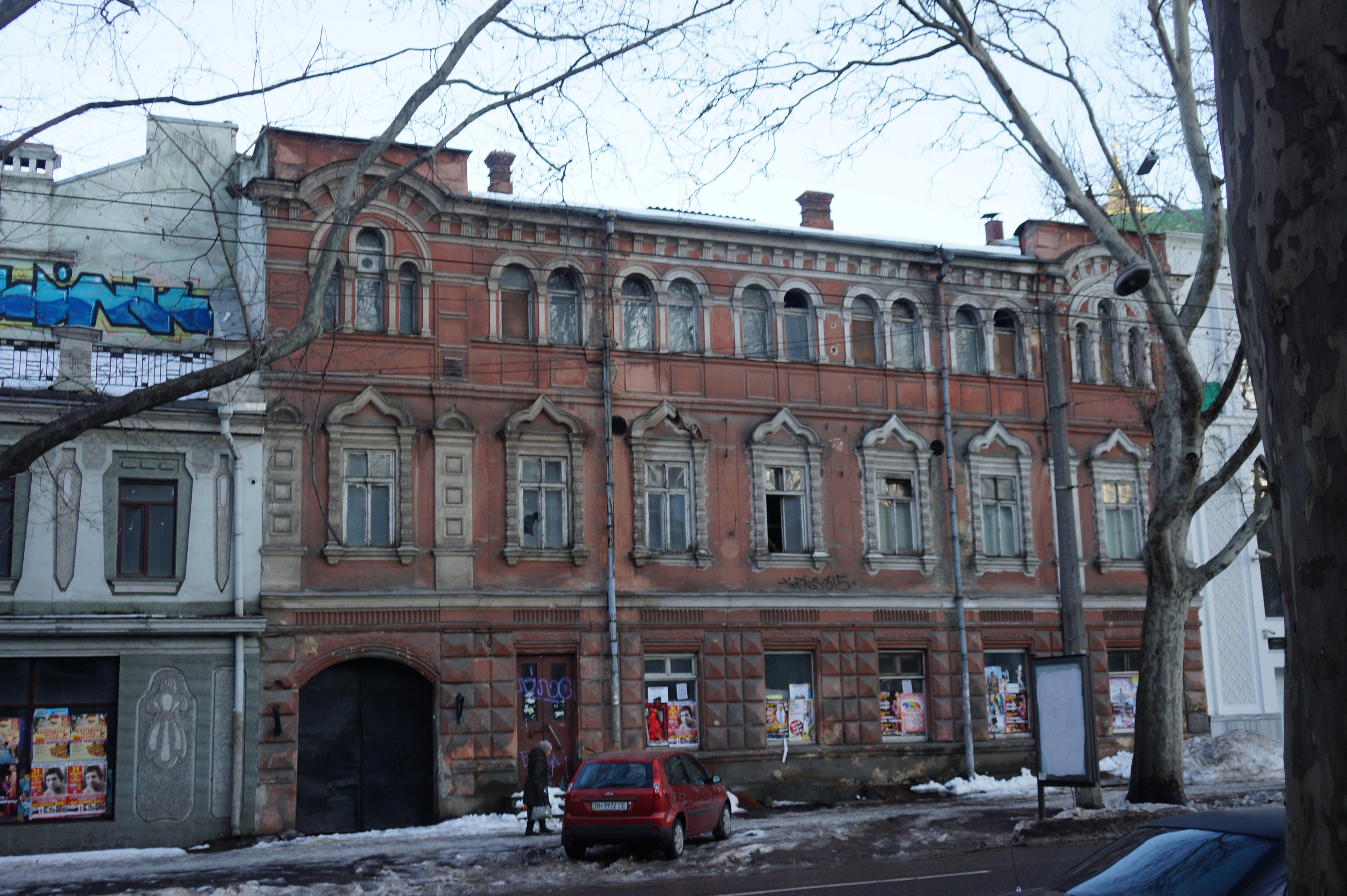
Друкарня Фесенка

Друкарня Фесенка, побудована в російсько-візантійському стилі з рисами бароко XVII століття, досі залишається окрасою Рішельєвській вулиці в Одесі, а її архітектура — рідкісною та нетиповою для Одеси. Реконструкцією будинку під друкарню керував синодальний архітектор Лев Прокопович, а надбудовою третього поверху у 1899 році — Олександр Бернардацці.
Будинок був збудований у 1841 році архітектором Іваном Козловим і належав генерал-майору Олександру Шнелю. У другій половині 1880-х років будівлю придбав Юхим Фесенко під друкарню.
Фесенко був родом з чернігівських козаків, і в 1869 році пішки прийшов до Одеси на заробітки. Тут, завдяки своїй працьовитості, він досяг успіху, і в 1883 році зміг відкрити власну друкарню. Уже в 1893 році Юхим Фесенко був визнаний зразковим друкарем на півдні Російської імперії, а його підприємство було відомо навіть за межами імперії. А ще через чотири роки на Всесвітній Міланській виставці Фесенко отримав перший приз за представлені літографії. Всього друкарня мала чотири міжнародних нагороди.
Юхим Фесенко один з перших в країні став випускати книги для читачів з народу. У друкарні друкувалася найрізноманітніша продукція: книги — від розкішних видань до брошур, ікони, маленькі образки, лінійовані зошити. Саме там надрукували більшість дореволюційних українських книг, багато з них випустили коштом видавництва. 
У 1890—1917 роках, коли розвиток української культури обмежувався, друкарня Фесенка сприяла розвитку української культури та була найбільшим видавничим центром, що друкував твори Тараса Шевченка, Івана Нечуя-Левицького, Пантелеймона Куліша, багатьох інших і навіть наукові дослідження українською мовою. У цій друкарні в 1918 році друкувалися перші гроші Української Народної Республіки — карбованці.
Будівля друкарні Фесенка є пам'яткою культурної спадщини.